# 马来西亚铁路电气化项目
马来西亚铁路电气化是马来西亚铁路运输逐渐发展成电气化操作的一个过程。虽然该国第一条铁路早在1885年通车，唯直到1995年8月3日，第一条经电气化的铁路（KTM通勤铁路）才开始运营。
“铁路电气化”一词涵盖的三个项目包括了将川行于巴东勿刹和新山的马来亚铁道西海岸铁路线电气化、在单线铁路路段加铺铁轨使之成为双线铁路，以及拆除平交道。截至2015年11月，巴东勿刹站和金马士站之间的铁路电气化项目已经完成，目前有两种使用电气驱动的列车在已经电气化的该段路线服务，分别为马来亚铁道通勤铁路（KTM Komuter）和马来亚铁道电动列车服务（ETS）。
另一方面，马来西亚拥有较新的地铁和单轨铁路（首条投入服务的轻快铁线是于1996年12月16日通车的安邦线和大城堡线），因此设计与建造时直接采用了电气化与交通立体化的模式。

## 系统
- 马来亚铁道通勤铁路的25 kV AC 电气铁路（英语：25 kV AC railway electrification）系统。

## 已连接的电气铁路

### 万挠－怡保

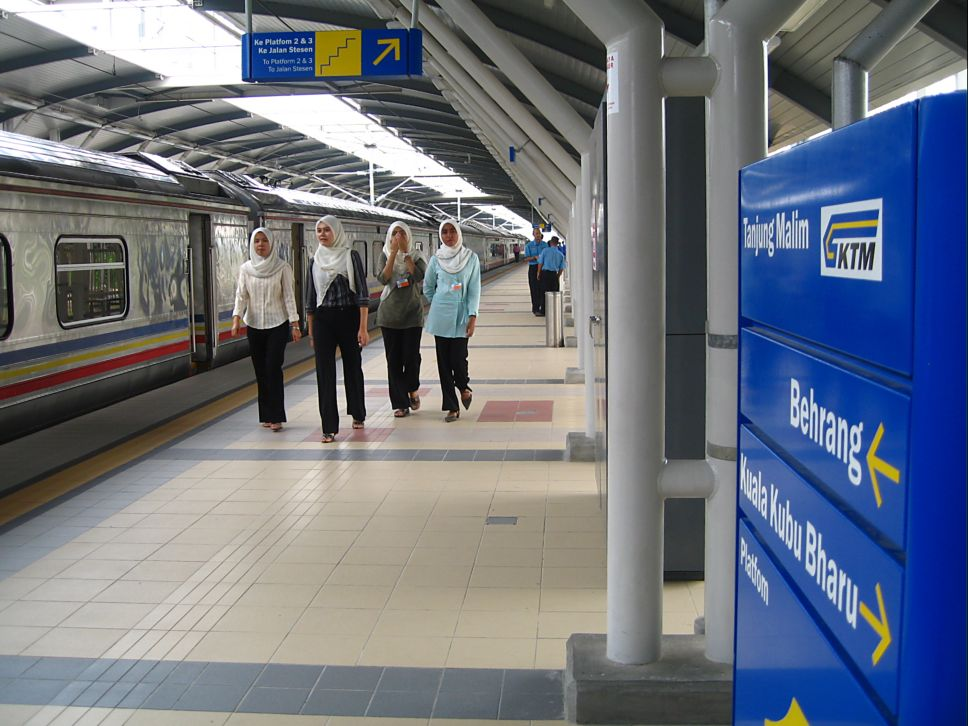
新完成的丹绒马林站是万挠站到怡保站计划的一部分，也是通勤铁路中马区的北端终点站。

将此段长达179公里、西海岸铁路线的主要路线双轨化和电气化后，马来亚铁道公司即能够在吉隆坡和怡保之间运营最高时速为160公里的火车服务。
该项目虽出现多重问题而导致工程延误频频发生，唯最后于2008年初完成，2010年电气化火车服务正式开始运营，使吉隆坡和怡保之间的通行时间缩短至2.5小时。该项目也使马來亚铁道公司能够将通勤铁路服务扩展到丹绒马林。
2000年4月10日，马来西亚交通部长林良实证实，日本巨头三井物产的交通子公司获得项目的电气化合同。同年7月，该项目的基础工程被授予多元重工业公司（DRB-HICOM） ，合约价值为2,579,920,005令吉，而三井物产则与主要分包商——西门子-保富联盟（Siemens-Balfour Beatty Consortium）合作，获授价值19亿令吉的合约，该集团将负责此项目的电气化和信号工程。多元重工业与马来西亚政府在2001年4月2日签署合同。之后，多元重工业将项目分包给四个主要分包商，分别为负责轨道工程的Emrail私人有限公司、负责土木工程的Perspec Prime（马来西亚）私人有限公司、建造桥梁的UEM建筑私人有限公司（UEM Construction Sdn Bhd）和建设车站的怡保工程有限公司（IJM Corporation Berhad）。
多元重工业负责的项目起初订于2003年12月完工。然而该项目遭到了因多重问题而多次延误 ，使政府最终决定终止与该公司的合约，并任命马友乃德集团（UEM Group）的子公司——UEM建筑私人有限公司（UEM Construction Sdn Bhd）从2005年6月1日起接管该项目。
当时，多元重工业据报已完成了88％的工程项目。多元重工业也表示，政府发布变更令（variation order）更改工程细节，因此该公司与政府就该事件、工程开销以及亏损产生了纠纷，导致工程遭到延误。
该事件过后提交仲裁，最终于2006年5月解决，政府向多元重工业支付了4.25亿令吉。该公司补充说，它仍在就政府应赔偿的违约金（liquidated ascertained damages）和应发放给该司的履约保证金（performance bond）与政府进行谈判
 。此外，三井物产也向政府提出了赔偿要求，理由为土木工程多番延迟而无法执行该项目的电气化工程。2006年12月，政府作出赔偿，唯赔偿金额并没有被公开。
2008年1月17日，万挠站和怡保站之间的双轨项目正式完成，交通部长正式宣布该铁路开通。
尽管该项目2008年就已完成，电动列车服务却是在2010年才开始运营。在2008年12月1日至2010年期间，马来亚铁道公司使用了柴油机车，每日提供10班次的火车服务。
马来亚铁道公司最初计划在吉隆坡中央车站和怡保站之间开通快速长途列车服务，每日运行16班次，并计划在后期增至每日32班次。目前，每日有7列列车从吉隆坡中央车站出发前往怡保站，另有7班次的火车从怡保站前往吉隆坡中央车站。每日另有六趟途经该段铁路的电动列车服务，包括了来回金马士站和巴东勿刹站的列车，来回巴东勿刹站和吉隆坡中央车站的列车以及来回金马士站和北海站的列车。

### 巴生港－冼都，并将铁路延长至黑风洞

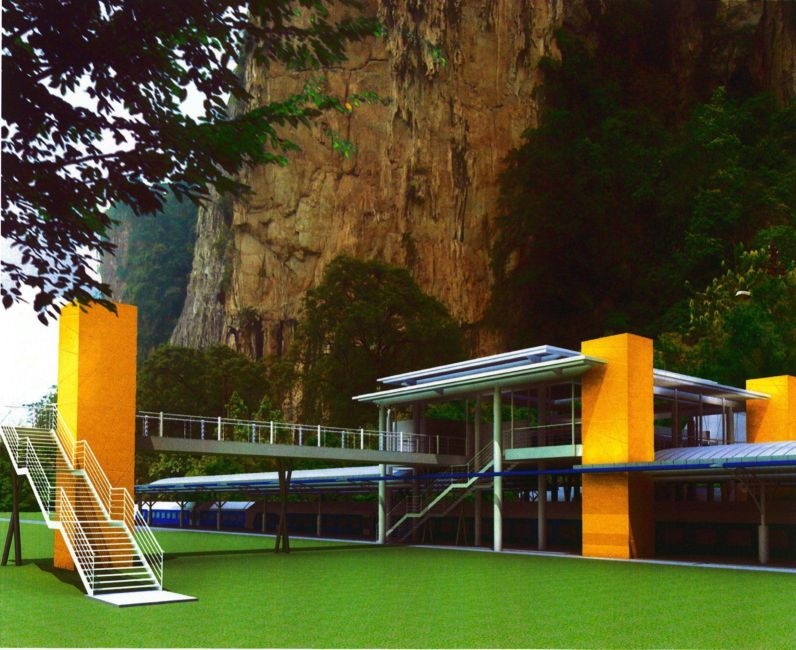
新冼都站到黑风洞站将双轨化和电气化的模型。

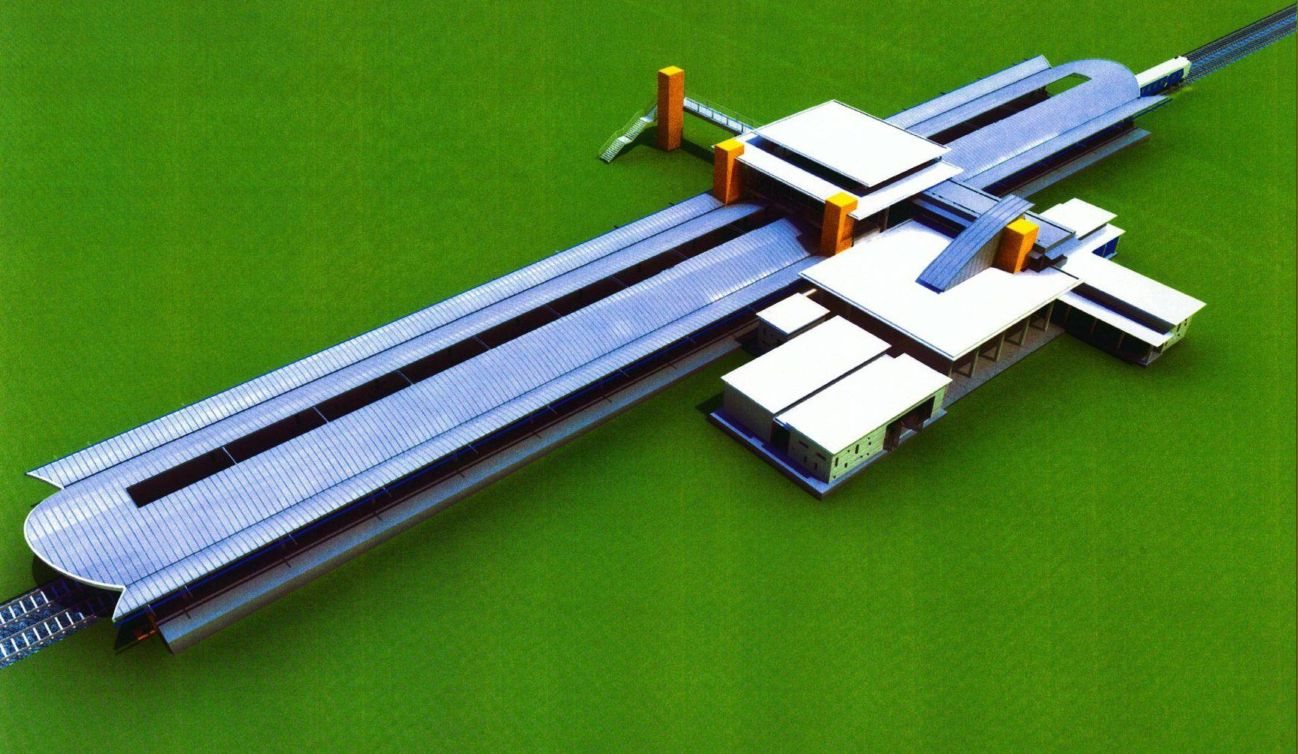
新冼都站到黑风洞站的另一个模型。

2006年年底，将鐵路由冼都站延长7.2公里到黑风洞站的计划正式开始进行。该项目耗资5.15亿令吉，工程涵盖了电气化铁路、双轨化和更新现有旧轨道，提升火车运营系统的信号和通信设备，以及重建冼都站，新建峇都肯都门站、甘榜峇都站、华友花园站与黑风洞站。冼都站原本是巴生港线的终点站，在新站点完成搭建后，巴生港线的服务便能够延长至黑风洞站。该项目于1990年代提出，最初打算交给了多元重工业（DRB-HICOM）执行。马来西亚交通部于2001年4月13日向该公司发出了合同意向书（Letter of intent）  ，然而，该部之后并没有发出中标通知信（Letter of award）予多元重工业，反而在2006年11月17日将工地拥有权授予杨忠礼集团。该项目于2010年8月完工
 。冼都站也是杨忠礼集团的“冼都拉也（Sentul Raya）”发展计划的一部分。

### 芙蓉－金马士
2008年1月7日，马来西亚政府宣布印度的IRCON国际公司取得34.5亿令吉从芙蓉站到金马士站建设双轨列车的合同。2010年，完成了100公里的芙蓉站至双溪芽笃铁路，2012年，铁路连接到金马士站。该铁路在森美兰州全长64.85公里，马六甲为27.84公里，柔佛为1.45公里。该计划也建造一条1.8公里的隧道和9座桥梁。
2008年5月23日，怡保工程与西北控股取得IRCON的490.12万令吉的合同，其合同内容为电气化及双轨化建设以及委托和维护基础设施工程。总施工期为21个月。
2008年5月21日，Loh & Loh机构与Pasti Abadi 有限公司取得273.01万令吉的合同。为该项目建设，委托以及维护基础设施工程。该合同也包括场地清理、拆迁和搬迁工程。
2010年1月26日，马六甲时任首席部长拿督斯里莫哈末阿里鲁斯旦说，双轨铁路的工作已完成了32.81％，预计将于2012年8月投入运营。一旦该工程完成，马六甲和森美兰之间的通行时间将缩短，新的六趟列车能够以每小时140公里的速度行驶，其载客量为350名乘客。
“芙蓉站-双溪芽笃站”的工程于2011年4月完成，从“双溪芽笃站-金马士站”的工程于2013年7月31日完成。“双溪芽笃站-林茂站”，“林茂站-巴登马六甲站”以及“巴登马六甲站-金马士站”之间的铁路分别于2013年4月，2013年7月初以及2013年7月尾开始电气化。最终于2013年10月30日完成所有的电气化工程。

### 怡保站-巴东勿刹站
该项目于2002年提出，作为延续“万挠站-怡保站”双轨和电气化的项目。最初授予两个企业：“怡保站-巴东勿刹站”之间329公里的铁路由IRCON国际公司，多元重工业和Emrail私人有限公司组成的合资企业处理，而“芙蓉站-新山站”之间的铁路则由中国中铁（CRET），多元重工业和Hikmat亚洲私人有限公司（HASB）组成的合资企业处理。但是，2003年10月21日，政府发出了一封中标函予金务大集团和MMC机构（MMC）组成的50:50合资企业。这是因为金务大集团和MMC机构将该项目成本降低到144.48亿令吉，而原本两家外国企业的估计成本超过440亿令吉。虽然前两个合资企业被邀请成为分包商并享有优先购买权，但该邀请被拒绝。
2003年12月17日，阿都拉·巴达威宣布政府决定推迟该项目。2007年3月16日，纳吉宣布陆路公共交通委员会决定恢复被搁置的“怡保站-巴东勿刹站”的双轨计划。2007年4月21日，时任交通部长陈广才宣布IRCON国际公司参与该项目，该公司将处理“芙蓉站-新山站”部分。
2007年6月6日，金务大集团向马来西亚股票交易所宣布，已收到首相署经济策划单位（EPU）的一封信，内容为政府已同意金务大集团和MMC机构提出的“怡保站-巴东勿刹站”项目部分以私人融资举措为基础 。陈广才表示，该项目于2007年底开始，预计于2013年1月完成。
2007年12月14日，金务大集团宣布与MMC机构一起收到了政府接受了金务大集团和MMC合资企业的信函，以执行从“怡保站-巴东勿刹站”的电气化双轨铁路项目，其基础设计和建造的成本为124.85亿令吉。工程包括基础设施及系统的设计及建造，该工程将在60个月内完成。由于油价和建筑材料的上涨，导致该项目的成本上升。金务大集团董事总经理拿督林云琳说，该公司将只承担整个项目20％的成本，而其余的建设将外包给全国各地的公司 。该项目也采用累进付款（英語：progressive payments），而不是之前的私人融资活动。 
该企业与政府之间的合同于2008年7月25日正式签署。
该项目分成两个部分，全长171公里的“怡保站-北海站”和全长158公里的“大山脚站-巴东勿刹站”。“怡保站-北海站”最终将吉隆坡与北海之间的通行时间缩短至3.5小时。该项目还将在霹雳建设一条长达3.3公里的隧道，这条隧道将成为东南亚最长的铁路隧道。
2008年1月8日政府向该集团提供了占地。该工程将开始，并于2013年完成。此外，该列车的速度预计将达到160至180公里/小时。
2008年7月8日，该集团宣布已向保富集团授予电气化和电力供应的合同，合同价值为英镑 1.6亿，其工程立即开始并于2013年1月完成。同日，信号和通信的工程被授予安萨尔多STS。该合同预计价值1.35亿欧元。
2009年3月，该项目的进度完成了20％。三个月后，该工程进度进展至25％。开发商声称，该项目按计划进行，预计于2013年1月完工。
2009年12月，该项目的金务大集团宣布政府已将该工程的截止日期延长11个月即2013年12月。这是由于有关当局的迟迟未批准土地设计和土地交接而导致工程时间被延长。
整个工程于2014年10月完成。

## 未来的电气铁路计划

### 金马士站-新山站
2008年底，第九大马计划的中期审查（英語：mid-term review）中，预计80亿令吉计划被提出。该项目包括建造超过200公里的铁路轨道，也包括车站，仓库，停车场，码头和桥梁以及电气化，信号和通信等系统。这也包括普罗士邦，马六甲和金马士的设施将被调整。
2009年5月，Global Rail私人有限公司及中国铁建向政府要求建设以及升级从金马士站到新山站的铁路，其成本耗资50亿令吉。跟据他们的说法，该项目将以私人融资计划为基础，2009年6月尾，该计划提交给财政部，而计划将在柔佛州签署。

2011年1月29日，时任交通部长拿督斯里江作汉表示，“金马士站-新山站”的双轨和电气化项目预计将于当年启动。他补充说，政府希望今年任命该项目的承办商，而马来西亚仍在与中国铁建谈判，尚未确认。江作汉还说，他已经任命了两名顾问，即一名设计顾问和一名独立检查员来监督该项目。其轨道全长197公里，估计成本在60至70亿令吉之间，需时三年。
2015年10月27日，根据马来西亚第84条“公共交通法”，该项目展开所有公开展示活动将持续至2016年1月27日。预计将于2016年开始施工，并于2021年完工。
在金马士站和新山站的之间，该铁路长度为197km。该项目包括建造11个站点：昔加末站，银旺站，拉美士，彼咯站，巴罗站， 居銮站，明吉摩站，令金站，拉央拉央站，古来站和甘拔士峇鲁站，以及未来3个站点：登能站，占美站和士乃站。完成后每天至少提供22项铁路服务，包括电动列车服务，马来亚长途服务和穿梭列车服务。
该电气化铁路将具有与“芙蓉站-金马士站”相同的规格，名为“25kV AC 50 Hz”的单相电并通过高架电缆供应电流。这段路段的列车控制中心将与吉隆坡中央車站和金马士站的列车控制中心整合。列车速度为每小时160公里。
2015年12月11日，中国铁建被授予建设“金马士站-新山站”电气化和双轨化的项目。该项目计划于2018年1月开始施工 ，预计于2022年完成。

### 天空花园线
“天空花园线”是马来亚铁道所属由吉隆坡市中心往返苏丹阿都阿兹沙机场（旧称梳邦机场）之间的特快列车服务。
- 更多详情：天空花园线

### 巴生谷双轨铁道项目
其路线途经巴生谷，主要负责货物运输。
- 更多详情：巴生谷双轨铁道项目。

## 其他铁路

### 新山站-兀兰火车关卡
新柔捷运系统于2024年启用后，往来新山及兀兰火车关卡的接驳列车服务将停止运作。

### 东海岸铁路线
目前没有电气化或双轨化计划。
- 更多详情：东海岸铁路线

### 沙巴州铁路
目前该条铁路暂时没有电气化及双轨化的计划。